# 高梨昌
高梨 昌（たかなし あきら、1927年（昭和2年）9月18日 - 2011年（平成23年）8月30日）は、日本の経済学者である。

## 経歴・人物
東京の生まれ。東京大学卒業後、労働経済学を専門に研究を行った。1971年（昭和46年）からは信州大学の教授として活動し、第二次世界大戦後の日本の労働市場の研究や労働経済学の教鞭を執る。
その後は中央職業安定審議会の会長や厚生労働省内の中央労働委員会の委員、日本労働研究機構（現在の労働政策研究・研修機構）の会長等を歴任した。晩年は信州大学の名誉教授にも認定された。

## 著書
- 『日本労働市場分析』- 氏原正治郎との共著[1]。
- 『日本の労使関係』
- 『日本の雇用問題』
- 『詳解労働者派遣法』